# Cartulário

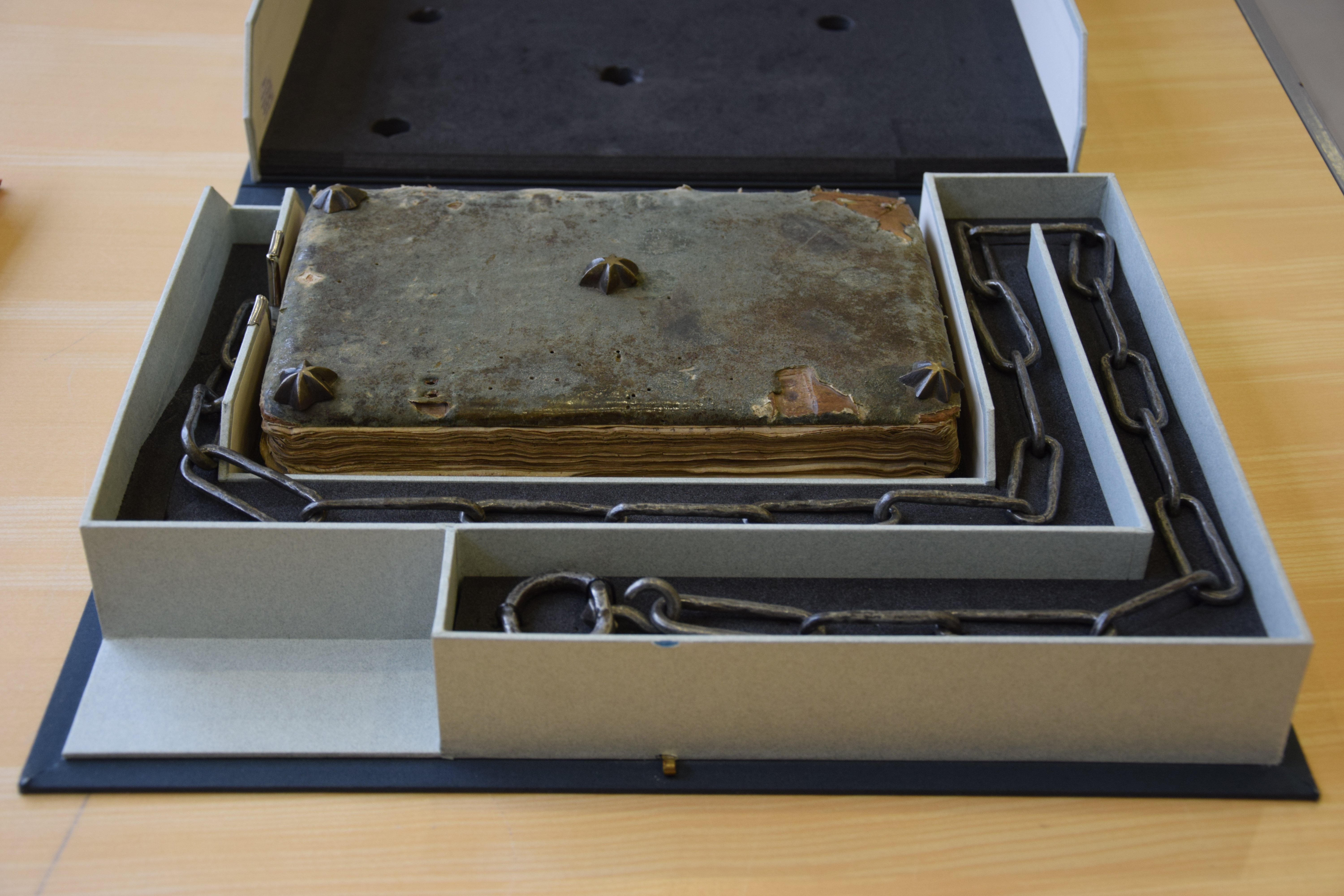
Um Cartulário acorrentado de Senlis, norte da França

Cartulário (/ˈkɑrtjʊləri/; em latim: cartularium ou chartularium), também chamado pancarta ou codex diplomaticus é a designação dada ao registo dos títulos ou antiguidade de uma corporação, convento ou igreja. É um volume ou rolo manuscrito medieval (rotulus) contendo transcrições de documentos originais relacionados com a fundação, privilégios e direitos legais de estabelecimentos eclesiásticos, corporações municipais, associações industriais, instituições de ensino ou famílias. O termo é por vezes também aplicado a colecções de documentos originais encadernados num volume ou anexados uns aos outros para formar um rolo, bem como aos custodiantes dessas colecções. 

## Definições
Michael Clanchy define um cartulário como "uma coleção de títulos de propriedade copiados num registo para maior segurança". 
Um cartulário pode ter a forma de um livro ou de um códice. Eram compilados documentos, crónicas ou outro tipo de textos manuscritos, transcritos ou copiados no cartulário.
Na introdução ao livro Les Cartulaires, defende-se que no mundo diplomático contemporâneo era comum fornecer uma definição estrita como a transcrição organizada, selectiva ou exaustiva dos registos diplomáticos, feita pelo proprietário dos mesmos ou pelo produtor do arquivo onde os documentos são preservados. 
No Dicionário de Terminologia Arquivística, um cartulário é definido como "um registo, geralmente em formato de volume, de cópias de cartas, escrituras, concessões de privilégios e outros documentos significativos pertencentes a uma pessoa, família ou instituição".  Em 1938, o historiador francês, Emile Lesne, escreveu: "Todo o Cartulário é o testemunho da declaração dos Arquivos de uma Igreja na época em que foi compilado". 
Termos relacionados noutras línguas são: cartularium (latim); Kopiar, Kopialbuch (alemão); cartolario, cartulario, cartario (italiano); cartulario (espanhol).
Na Normandia medieval, era comum um tipo de cartulário desde o início do século XI, que combinava um registo de doações ao mosteiro com uma curta narrativa. Estas obras são conhecidas por pancartes.

## Desenvolvimento e conteúdo
A alusão de Gregório de Tours a chartarum tomi no século VI é comummente interpretada como uma referência aos cartulários. Os cartulários mais antigos que sobreviveram, no entanto, tiveram origem no século X. existe um vasto número de cartulários do século X ao século XIII.
Os cartulários contêm frequentemente textos históricos, conhecidos como crónicas cartulárias, que podem focar-se na história do mosteiro acompanhados de documentos legais, ou podem ser uma história mais geral do mundo. Esta ligação entre escritos jurídicos e historiográficos deve ser entendida no contexto da importância dos acontecimentos passados para o estabelecimento da precedência legal.
Por vezes, o copista do cartulário reproduzia em escrita literal os documentos originais. Por outro lado, alguns copistas tomaram liberdades com o texto, inclusive modificando a fraseologia, modernizando nomes próprios de pessoas e lugares e até alterando a substância, de modo a alargar o âmbito dos privilégios ou imunidades concedidos no documento. O valor de um cartulário como documento histórico depende não só da forma como reproduz a substância do original, mas também, se editado, das pistas que contém sobre a motivação dessas alterações. Estas questões são geralmente objeto de escrutínio.